# Jeanne d'Arc Dijon Handball
El Jeanne d'Arc Dijon Handball es un club de balonmano femenino francés fundado en 1996 en la localidad de Dijon.

## Palmarés
- Segunda división femenina (2): 1987, 2014

## Plantilla 2022-23
|  | Porteras - 12 Kristy Zimmerman - 24 Manuella Dos Reis Extremos izquierdos - 5 Elise Delorme Extremos derechos - 22 Rosario Urban Pívots - 7 Elisabet Cesáreo - 26 Sarah Valero Jodar | Laterales izquierdos - 4 Claire Vautier - 28 Laura Lasm Centrales - 2 Stine Nørklit Lønborg - 10 Carmen Campos - 18 Ilona Di Rocco Laterales derechos - 9 Manon Gravelle - 93 Celine Sivertsen |